# Ле-Пу
Ле-Пу (фр. Le Pout)— это французский город и коммуна, регион Аквитания, департамент Жиронда, округ Креон.
Население (2008) — 366 чел.